# Coppa Italia 1960/61
Die Coppa Italia 1960/61, den Fußball-Pokalwettbewerb für Vereinsmannschaften in Italien der Saison 1960/61, gewann der AC Florenz. Die Fiorentina setzte sich im Endspiel gegen Lazio Rom durch und konnte die Coppa Italia zum zweiten Mal überhaupt gewinnen. Mit 2:0 gewann die Mannschaft von Trainer Giuseppe Chiappella und wurde Nachfolger von Juventus Turin, der sich im Vorjahr gegen Florenz durchgesetzt hatte, diesmal aber im Halbfinale ausschied.
Als italienischer Pokalsieger 1960/61 qualifizierte sich der AC Florenz für den Europapokal der Pokalsieger des folgenden Jahres, wo man erst im Wiederholungsspiel des Endspiels dem spanischen Vertreter Atlético Madrid unterlegen war.

## 1. Runde
|                   | Ergebnis              |                   |
| ----------------- | --------------------- | ----------------- |
| US Triestina      | 1:0                   | AC Venedig        |
| Hellas Verona     | 1:2                   | Marzotto Valdagno |
| US Alessandria    | 5:0                   | AS Novara         |
| AC Como           | 0:0 n. V. (5:2 i. E.) | Pro Patria Calcio |
| AC Brescia        | 3:1                   | Ozo Mantova       |
| AC Parma          | 2:1                   | Simmenthal Monza  |
| US Sambenedettese | 2:1                   | AC Reggiana       |
| CFC Genua         | 1:2                   | AC Prato          |
| US Catanzaro      | 0:1                   | US Foggia         |
| FC Messina        | 2:0                   | US Palermo        |

## 2. Runde
|                 | Ergebnis              |                   |
| --------------- | --------------------- | ----------------- |
| Udinese Calcio  | 0:1                   | US Triestina      |
| AC Padova       | 3:0                   | Marzotto Valdagno |
| US Alessandria  | 3:5                   | AC Mailand        |
| AC Como         | 3:2                   | Atalanta Bergamo  |
| AC Brescia      | 5:4 n. V.             | Lanerossi Vicenza |
| AC Parma        | 1:3                   | Inter Mailand     |
| SPAL Ferrara    | 1:2                   | US Sambenedettese |
| Sampdoria Genua | 3:3 n. V. (4:3 i. E.) | AC Prato          |
| AS Bari         | 3:1                   | US Foggia         |
| CC Catania      | 1:2                   | FC Messina        |
| FC Bologna      | 4:2 n. V.             | AC Lecco          |
| AC Neapel       | 1:2 n. V.             | AS Rom            |

## Achtelfinale
|                   | Ergebnis  |                 |
| ----------------- | --------- | --------------- |
| US Sambenedettese | 1:4       | Juventus Turin  |
| FC Messina        | 0:2       | AC Florenz      |
| AC Turin          | 2:1       | AC Mailand      |
| AS Bari           | 1:2 n. V. | Sampdoria Genua |
| AS Rom            | 3:0       | FC Bologna      |
| Inter Mailand     | 7:1       | AC Brescia      |
| Lazio Rom         | 4:0       | AC Como         |
| AC Padova         | 1:0       | US Triestina    |

## Viertelfinale
|                 | Ergebnis |                |
| --------------- | -------- | -------------- |
| Inter Mailand   | 0:1      | Lazio Rom      |
| AC Padova       | 0:1      | AC Turin       |
| Sampdoria Genua | 0:2      | Juventus Turin |
| AS Rom          | 4:6      | AC Florenz     |

## Halbfinale
|            | Ergebnis              |                |
| ---------- | --------------------- | -------------- |
| AC Florenz | 3:1                   | Juventus Turin |
| Lazio Rom  | 1:1 n. V. (6:5 i. E.) | AC Turin       |

## Spiel um Platz drei
|                | Ergebnis              |          |
| -------------- | --------------------- | -------- |
| Juventus Turin | 2:2 n. V. (3:2 i. E.) | AC Turin |

## Finale
| AC Florenz                                  | AC Florenz | Lazio Rom | Lazio Rom |
| ------------------------------------------- | --- | --- | --------- |
| AC Florenz                                  | \| Finale \| \| 11. Juni 1961 in Florenz (Stadio Communale) \| \| Ergebnis: 2:0 (1:0) \| \| Schiedsrichter: Gino Rigato \|                                                                                                | \| Finale \| \| 11. Juni 1961 in Florenz (Stadio Communale) \| \| Ergebnis: 2:0 (1:0) \| \| Schiedsrichter: Gino Rigato \|                                                                                   | Lazio Rom |
| AC Florenz                                  | Enrico Albertosi – Enzo Robotti, Sergio Castelletti, Piero Gonfiantini, Rino Marchesi – Alberto Orzan, Dante Micheli, Dino da Costa, Luigi Milan – Gianfranco Petris, Kurt Hamrin Cheftrainer: Nándor Hidegkuti ( Ungarn) | Idilio Cei – Giovanni Molino, Adelmo Eufemi, Francesco Janich, Paolo Carosi – Franco Carradori, Bruno Franzini, Maurilio Prini, Orlando Rozzoni – Amos Mariani, Clemente Mattei Cheftrainer: Enrique Flamini | Lazio Rom |
| AC Florenz                                  | 1:0 Gianfranco Petris (4.) 2:0 Luigi Milan (81.) | | Lazio Rom |
| Finale                                      | | |           |
| 11. Juni 1961 in Florenz (Stadio Communale) | | |           |
| Ergebnis: 2:0 (1:0)                         | | |           |
| Schiedsrichter: Gino Rigato                 | | |           |